# Liste der Bodendenkmäler in Münster (Lech)
Auf dieser Seite sind die Bodendenkmäler in der schwäbischen Gemeinde Münster zusammengestellt. Diese Tabelle ist eine Teilliste der Liste der Bodendenkmäler in Bayern. Grundlage ist die Bayerische Denkmalliste, die auf Basis des Bayerischen Denkmalschutzgesetzes vom 1. Oktober 1973 erstmals erstellt wurde und seither durch das Bayerische Landesamt für Denkmalpflege geführt wird. Die folgenden Angaben ersetzen nicht die rechtsverbindliche Auskunft der Denkmalschutzbehörde.

## Bodendenkmäler der Gemeinde

### Bodendenkmäler in der Gemarkung Münster
| Lage                            | Objekt | Akten-Nr.     | Bild           |
| ------------------------------- | --- | ------------- | -------------- |
| Münster (Standort)              | Grabhügel vorgeschichtlicher Zeitstellung.                                                                           | D-7-7331-0127 |                |
| Münster (Standort)              | Siedlung vorgeschichtlicher und römischer Zeitstellung.                                                              | D-7-7331-0128 |                |
| Münster (Standort)              | Siedlung vor- und frühgeschichtlicher Zeitstellung.                                                                  | D-7-7331-0129 |                |
| Münster (Standort)              | Grabhügel vorgeschichtlicher Zeitstellung.                                                                           | D-7-7331-0130 |                |
| Münster Kirchplatz 6 (Standort) | Mittelalterliche und frühneuzeitliche Befunde im Bereich der katholischen Pfarrkirche St. Peter und Paul in Münster. | D-7-7331-0180 | weitere Bilder |